# فرانک دوریکس
فرانک دوریکس (انگلیسی: Franck Durix؛ زادهٔ ۲۰ اکتبر ۱۹۶۵) بازیکن فوتبال اهل فرانسه است.
از باشگاه‌هایی که در آن بازی کرده‌است می‌توان به باشگاه فوتبال سروت ۱۸۹۰، باشگاه فوتبال المپیک لیون، باشگاه فوتبال سوشو، باشگاه فوتبال کن، و باشگاه فوتبال ناگویا گرامپوس اشاره کرد.